# أعمال شغب سجون البرازيل 2017
أعمال شغب سجن البرازيل كانت مواجهة بين منظمتين إجراميتين هما أول قيادة العاصمة والقيادة الحمراء وحلفائهما داخل السجون وأطراف المدن البرازيلية. ويرتبط ظهورها بأساليب عصابة قياة العاصمة لغزو مناطق جديدة لتهريب المخدرات، والتي تنطوي على جمع التأمين والمركزية الاقتصادية والتي تجد منظمة الدولة الزائفة الصارمة فيها مقاومة قوية من المنظمات الإجرامية الإقليمية، مع التنظيم اللامركزي في الغالب.

## أعمال الشغب
واتخذت المواجهة شكل انتفاضات في السجون بلغت ذروتها في مجازر. في نهاية عام 2016 اندلع التمرد الأول في رورايما مع قتلى من المعتقلين. في 1 يناير 2017 قُتل 56 سجينًا بعد أعمال شغب في مجمع سجون ماناوس وأمازوناس في المنطقة الشمالية من البلاد. اشتبك أعضاء من عصابتين متنافستين لتهريب المخدرات في ما كان يعتبر أعنف مذبحة في تاريخ البرازيلي. في اليوم التالي قُتل أربعة سجناء آخرين في سجن آخر في ماناوس. بعد خمسة أيام قُتل 33 سجينًا في الإصلاح الزراعي لأعمال الشغب في مونت كريستو، الواقع في منطقة بوا فيستا رورايما في الشمال أيضًا، وقتل المزيد من الأشخاص في وقت لاحق من الشهر.
حدثت بعض أعمال الشغب الأخيرة داخل السجون البرازيلية في يناير 2018 في ولاية سيارا. اندلعت هذه المعارك بسبب وجود أعضاء عصابة متنافسين، حراس الدولة وقيادة العاصمة الأولى في ساو باولو، في مثل هذه الأماكن القريبة في المنشأة. كانت هذه الأعمال واحدة فقط في سلسلة تحدث منذ عام ونصف. قُتل ما لا يقل عن 10 سجناء وأصيب ثمانية. تحتضن ولاية سيارا أكبر عدد من السجناء دون إدانة أو حكم في جميع أنحاء البرازيل: اثنان من كل ثلاثة سجناء ينتظرون المحاكمة. من المعروف أن النزلاء أكثر انفعالًا خلال عملية انتظار المحاكمة، وهو ما قد يفسر الانتشار الكبير للقتال في منشأة سيرا. كانت هناك أعمال شغب أخرى وقعت في يناير 2018 في ولاية غوياس. ادعت السلطات مقتل تسعة سجناء وإصابة 14 آخرين. ضحية واحدة قطع رأسها. فر 106 سجناء مع السلطات واستعاد 29 منهم فقط بعد استعادة السيطرة على المنشأة. كانت أعمال الشغب هذه سببًا آخر لتنافس أعضاء العصابات في أماكن قريبة جدًا.